# Colonia Claudia Ara Agrippinensium

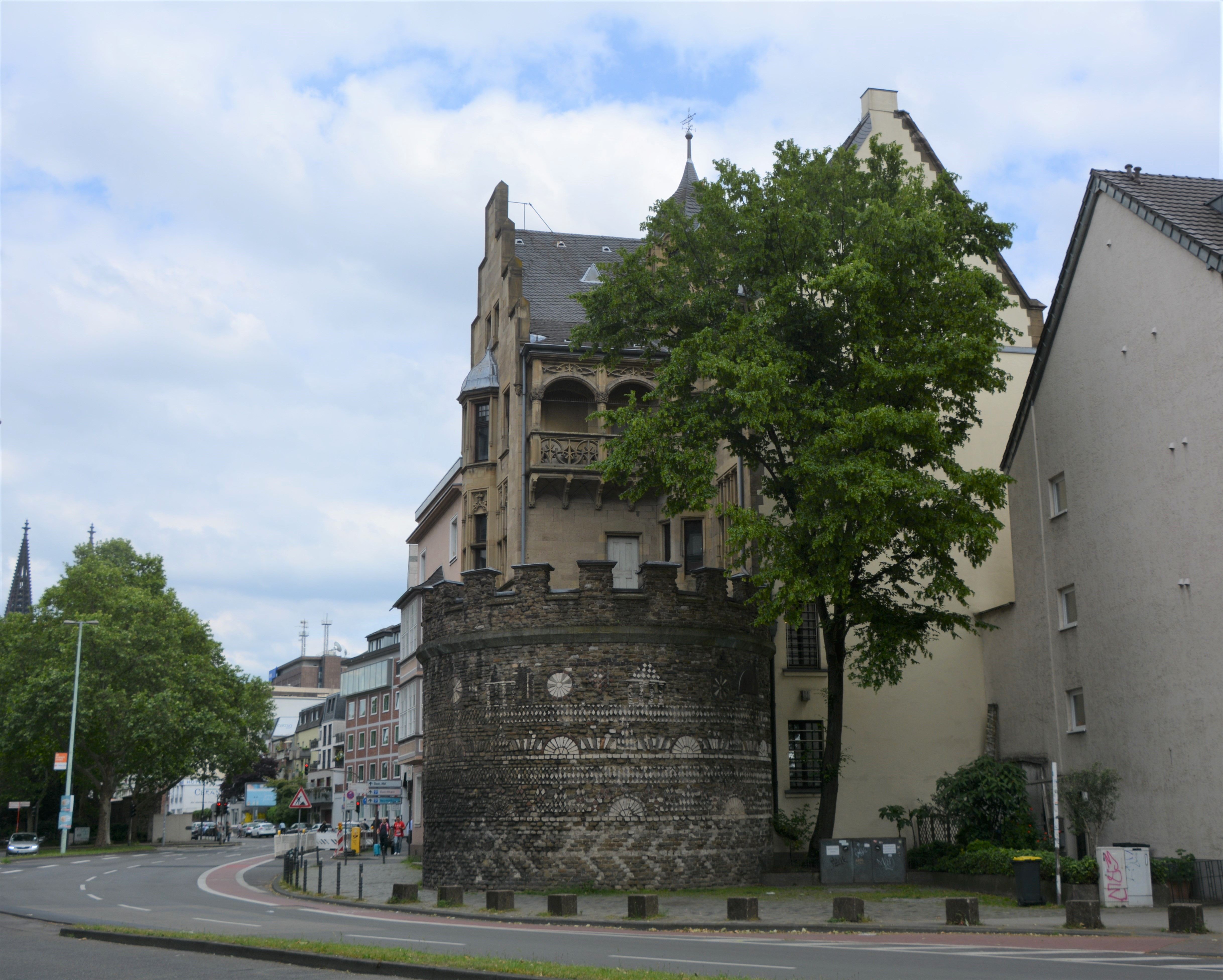
Römerturm i Köln, torn 13, det nordvästliga hörntornet i stadsmuren, uppfört omkring år 50 e.Kr. Kölnerdomens torn skymtar till vänster i bilden.

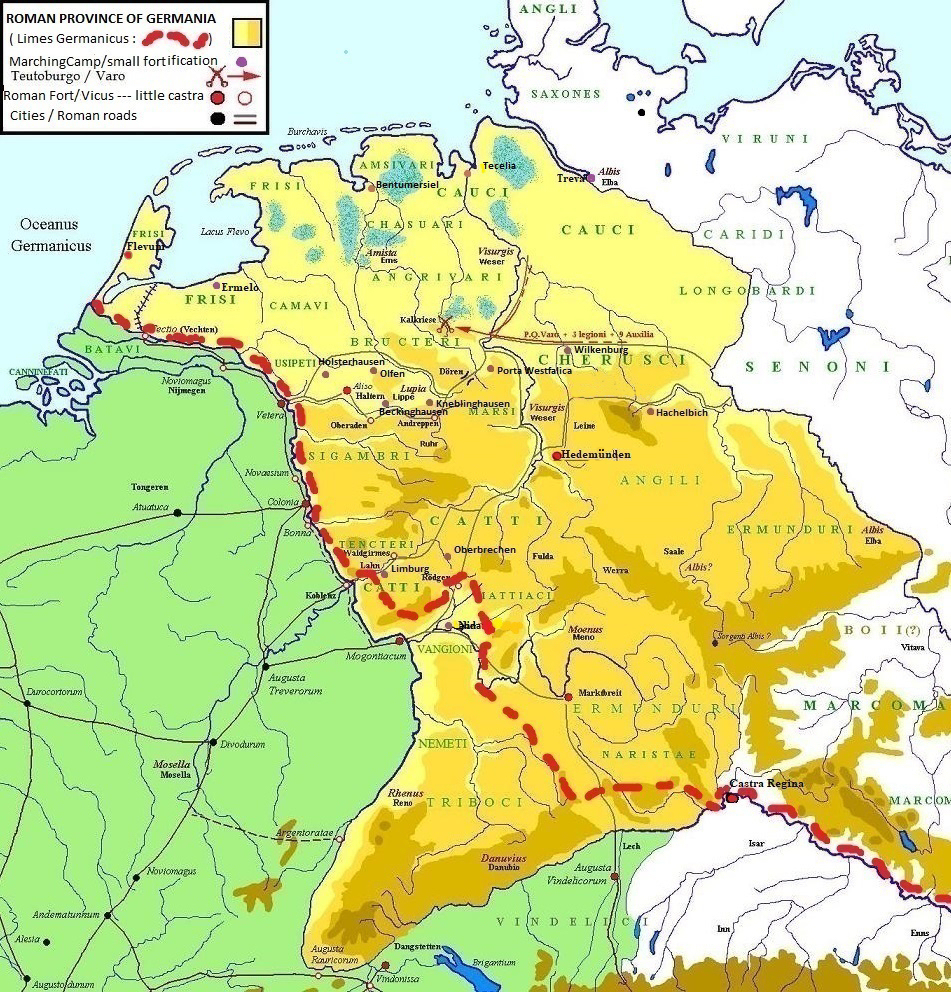
Karta över den romerska provinsen Germania under Augustus, med angivande av Colonia

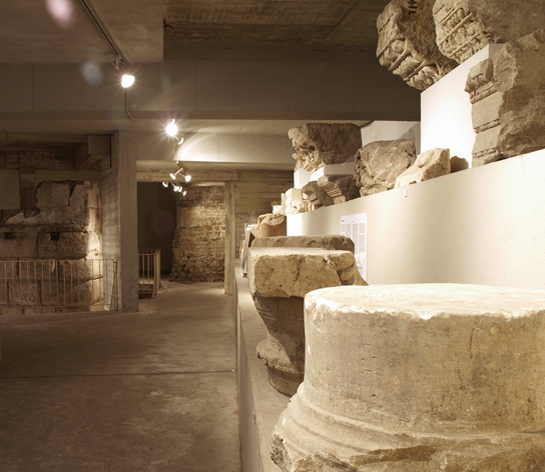
Ubiermonument från omkring 4 e.Kr.

Modell av romarstaden, 50 e.Kr.

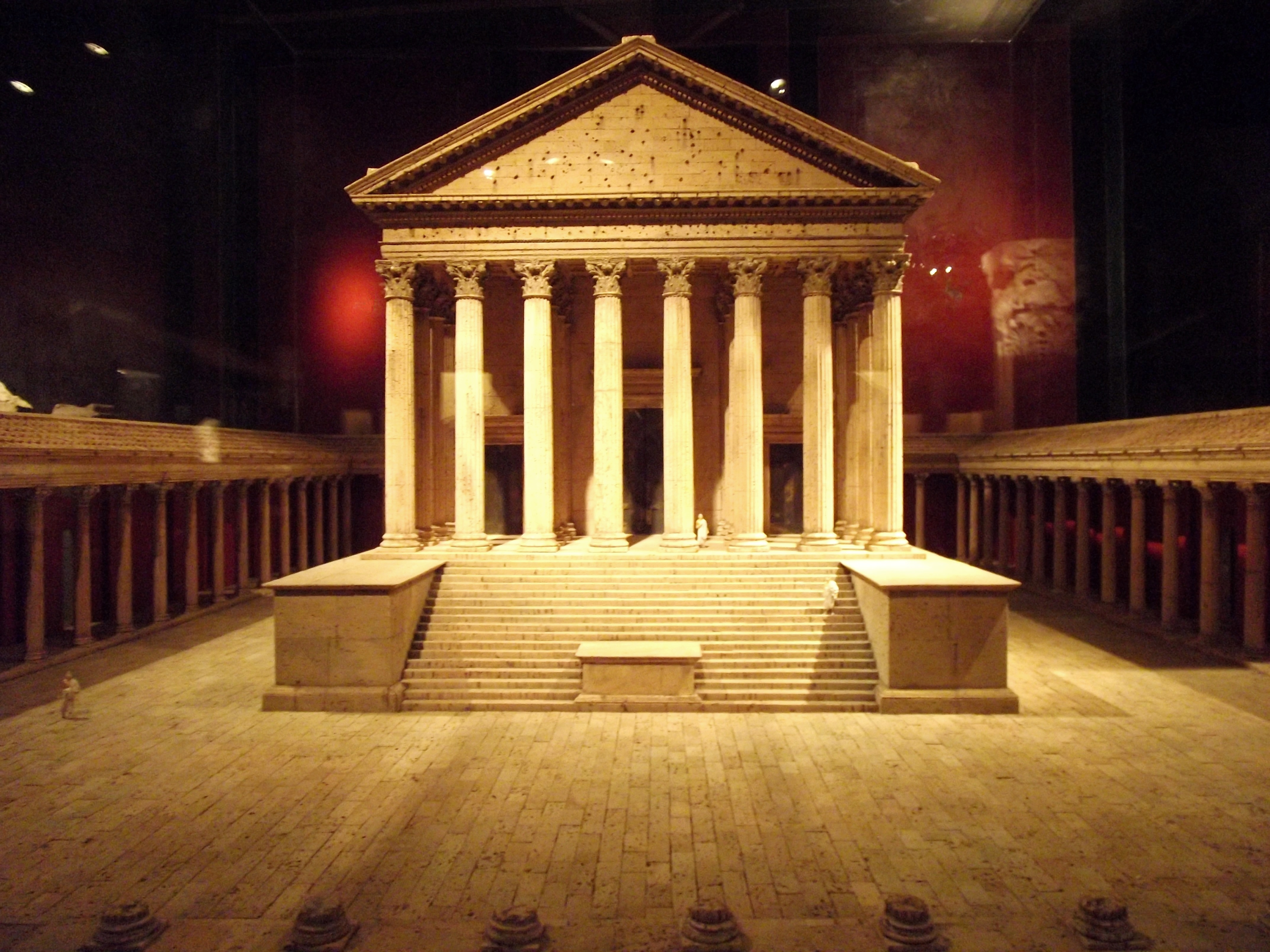
Modell av det kapitolinska templet, tidigt 100-tal e.Kr.

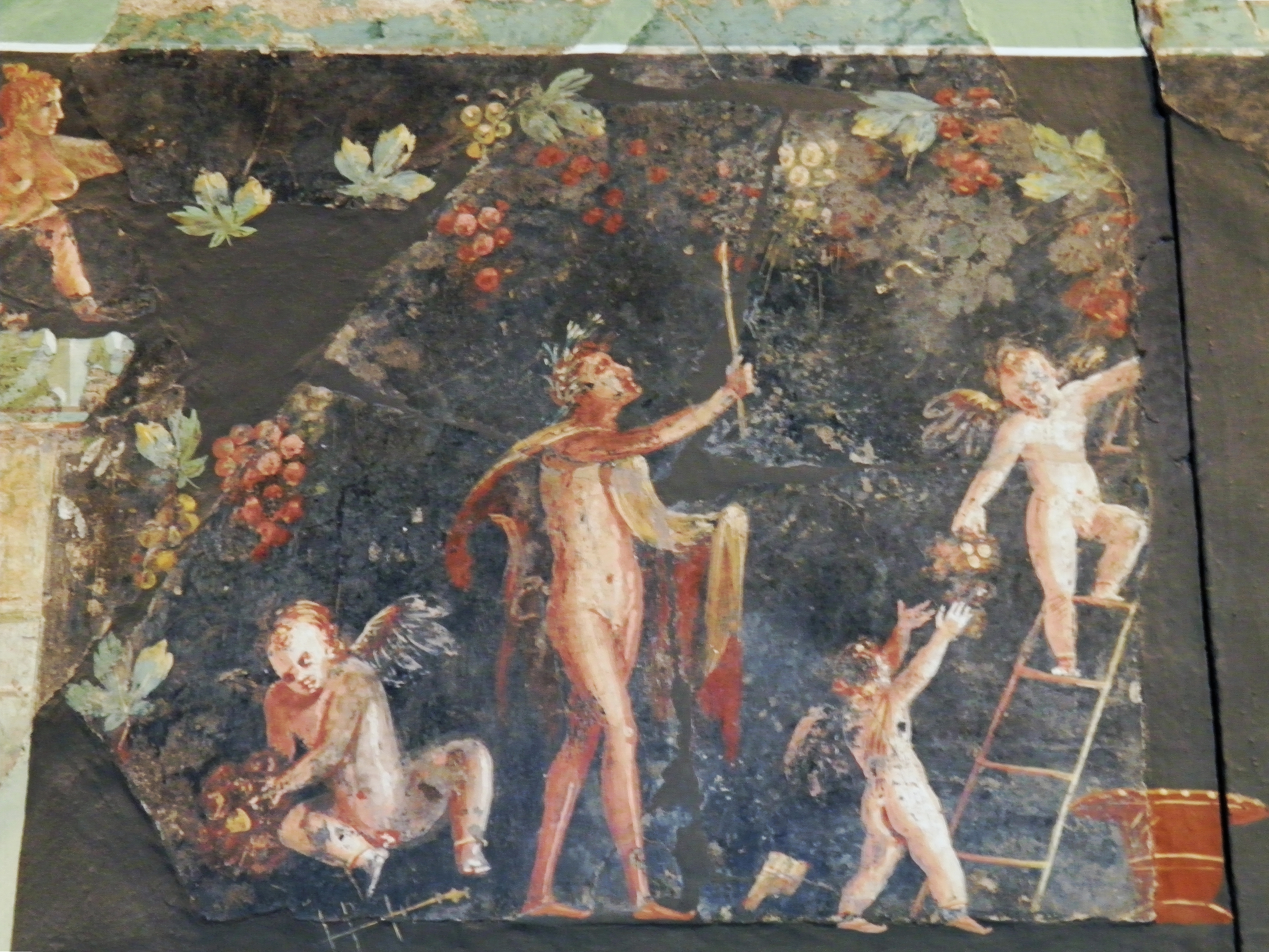
Fresk med dionysiska scener från en romersk villa i Köln, 200-talet e.Kr., Römisch-Germanisches Museum der Stadt Köln

Colonia Claudia Ara Agrippinensium var en romersk koloni i Rheinland, vilken är ursprunget till staden Köln i Tyskland. Den kallades vanligen Colonia och var huvudstad i den romerska provinsen Germania Inferior och garnisonsort för provinsens militära styrkor. Många fornfynd från den antika staden har hittats, bland andra portalen till stadsporten med inskriften 'CCAA'. Denna finns idag på Römisch-Germanisches Museum der Stadt Köln.

## Historisk bakgrund

### Oppidum Ubiorum
Den germanska stammen eburonerna var de ursprungliga bebyggarna av det område där Köln låg, men dessa utrotades i ett romerskt hämndkrig som leddes av Julius Caesar. År 38 f.Kr. omlokaliserades den germanska stammen ubierna från Rhens högra strand till den vänstra av den romerska generalen Marcus Vipsanius Agrippa. 
Ubierna valde en ö i Rhen som central ort i sin bosättning, en ö som inte längre finns, men som motsvarar området runt och mellan Heumarkt och Alter Markt. Dess namn antas ha varit Oppidum Ubiorum. Den byggde på det romerska gatusystemet med ett kvadratiskt rutnät.
Under Augustus regim (30 f.Kr–14 e.Kr.), uppfördes altaret Ara Ubiorum inom ortens gränser. Detta altare var möjligen också avsett att vara den centrala platsen för gudsdyrkan för en större germansk provins, vilken skulle inkludera områden på andra sidan Rhen.
Mellan år 9 och 30 e.Kr. var stadsområdet i huvudsak en garnisonsort, med Legion I Germanica och Legion XX Valeria Victrix stationerade i närheten.
Germanicus högkvarter lokaliserades till Colonia år 13–17 e.Kr., varefter han kallades därifrån av Tiberius. Efter slaget i Teutoburgerskogen försökte Germanicus stabilisera gränsområdet och planerade en ny offensiv mot de germanska stammarna på Rhens högra strand. Vid Augustus död år 14 e.Kr. gjorde Kölns legioner myteri med syfte att etablera Germanicus som kejsare, men Germanicus förblev lojal mot tronarvingen Tiberius.
Legion I stationerades senare i Bonna (nuvarande Bonn) och Legion XX var förlagd i Castrum Novaesium nära nutida Neuss.

### Romersk koloni
Agrippina den yngre föddes år 15 e.Kr. i Colonia som dotter till Germanicus. Hon blev maka till kejsaren Claudius och lyckades övertala honom omkring år 50 e.Kr. att upphöja sin födelsestad till "Colonia Claudia Ara Agrippinensium" och därmed åtnjuta större rättigheter enligt romersk lag. Colonia blev administrativ huvudstad i Germania Inferior.
Från år 70 e.Kr. hade staden en stark stadsmur, som var åtta meter hög och 2,5 meter bred. De rester av en stadsmur som ännu finns kvar, är från 200-talet.

### Huvudstad i Germania Inferior
Med grundandet av Germania Inferior under Domitianus 89 e.Kr. blev chefen för legionerna i nedre Germania Colonia provinsguvernör med säte i Colonia. År 80 byggdes vattenförsörjningssystemet Eifelakvedukten, en av de längsta akvedukterna i det romerska riket. Den försörjde Colonia med 20 000 kubikmeter vatten per dag. Tio år senare hade staden 20 000 invånare. Den romerska Rhenflottan var stationerad nedströms staden i Alteburg, vars fästning förstördes av franker 276 f.Kr. 
Med upphöjandet till provinshuvudstad var Colonia inte längre en garnisonsort. Provinsens legioner stationerades i Vetera II, nära Colonia Ulpia Traiana (nära nuvarande Xanten), Novaesium och Bonna. Stadens namn skiftade över tiden. Under 300-talet var den känd som Colonia Agrippina, ett namn som förkortades till Colonia någon gång under 400-talet.

### Slutfasen av romerskt välde
År 260 e.Kr. gjorde Postumus Colonia till huvudstad i Galliska kejsardömet, vilket bestod av de germanska och de galliska provinserna, Britannia samt de hispaniska provinserna. Galliska kejsardömet varade bara 14 år. Under 200-talet bodde 20 000 personer i och runt staden. År 310 e.Kr. byggde kejsaren Konstantin den store en bro över Rhen, vilken bevakades av fortet i Divitia i nuvarande Deutz.
Colonia övergavs tillfälligt i december 355 efter en lång frankisk belägring. Efter det låg staden i ruiner och de kvarvarande romerska styrkorna hade endast möjlighet att återupprusta den i begränsad utsträckning. Staden föll slutligen till ripariska franker 459 e.Kr.